# Джагаров, Борис Михайлович
Борис Михайлович Джагаров (род. 21 ноября 1943, Красный Берег, Минская область) — советский и белорусский физик. Доктор физико-математических наук (1989), профессор (1998).

## Биография
Б. М. Джагаров родился в Красный Берег (Червенский район, Минская область). Окончил Физический факультет БГУ в 1965 году. Затем в 1966 поступил в аспирантуру БГУ. После окончания аспирантуры в 1968 начал работу в лаборатории фотохимии Института физики АН БССР, где стал одним из первых учеников академика Г. П. Гуриновича. В 1973 он защитил кандидатскую диссертацию «Безызлучательные переходы в молекулах порфиринов». К 1987 была подготовлена докторская диссертация «Возбуждённые молекулы порфиринов, металлопорфиринов, гемоглобина и их взаимодействие с кислородом» по специальности Оптика. С 1994 заведующий лабораторией фотоники молекул Института физики НАН Беларуси.
Под руководством Б. М. Джагарова защищено 9 кандидатских диссертаций.

## Научная деятельность
Области научной деятельности — спектроскопия, люминесценция и фотохимия сложных органических и биологических молекул, биофизика, химическая физика, фотодинамическая терапия.
Б. М. Джагаров занимается изучением быстропротекающих фотофизических и фотохимических процессов в модельных и нативных биологических системах. Под его руководством и при непосредственном участии создан комплекс установок лазерной кинетической спектроскопии, позволяющий изучать нестационарные состояния молекул во временном диапазоне от секунд до пикосекунд. С помощью данного экспериментального оборудования были установлены основные внутримолекулярные пути и динамика релаксации энергии возбуждения в молекулах порфиринов и целого ряда их металлокомплексов (всего свыше 80 соединений), включая основные природные фотосинтетические пигменты хлорофиллы и феофитины, а также ближайшие аналоги гема крови. Полученные результаты имеют принципиальное значение для выяснения общих законов, которые управляют релаксационными процессами в органических и металлоорганических соединениях.
Б. М. Джагаровым предложен метод регистрации собственной люминесценции молекулярного синглетного кислорода. Вместе со своими учениками выполнены исследования механизма и динамики процессов тушения кислородом возбужденных электронных состояний сложных органических молекул.
Большое внимание Б. М. Джагаров уделяет развитию работ, связанных с теоретическими и практическими вопросами лазерной фотодинамической терапии (ФДТ) онкозаболеваний. Им предложен и реализован в экспериментах на животных (совместно с медиками из НИИ ОР МЗ РБ) новый метод двухцветной лазерной ФДТ. В сотрудничестве с научно-фармацевтическим центром ОАО «Белмедпрепараты» проводятся исследования спектральных и фотофизических свойств новых разрабатываемых сенсибилизаторов для ФДТ. Под руководством Б. М. Джагарова создан лазерный аппарат для ФДТ, на который получено регистрационное удостоверение Минздрава РБ на право продажи и использования в медицинской практике.
Автор свыше 200 научных работ, в том числе свыше 120 обзорных и оригинальных статей.

### Избранные труды
- Gurinovich, GP; Dzhagarov, BM. Laser photolysis method for studying spectral and temporary properties of tetrapyrrole molecules in triplet-state. // Izvestiya Akademii Nauk SSSR Seriya Fizicheskaya, Volume: 37, Issue: 2, Pages: 383—386, Published: 1973.
- Dzhagarov, BM; Sagun, EI; Bondarev, SL; Gurinovich, GP. Effect of molecular-structure on radiationless deactivation of lower excited-states of porphyrines. // Biofizika, Volume: 22, Issue: 4, Pages: 565—570, Published: 1977.
- Salokhiddinov, KI; Byteva, IM; Dzhagarov, BM. Duration of luminescence of singlet oxygen in solutions under pulsed laser excitation. // Optika i Spektroskopiya, Volume: 47, Issue: 5, Pages: 881—886, Published: 1979.
- Chirvonyi, VS; Dzhagarov, BM; Timinskii, YV; Gurinovich, GP. Picosecond flash-photolysis of Ni(II)- and Ag(II)-porphyrins. // Chemical Physics Letters, Volume: 70, Issue: 1, Pages: 79-83, doi: 10.1016/0009-2614(80)80064-9, Published: 1980.
- Salokhiddinov, KI; Dzhagarov, BM; Byteva, IM; Gurinovich, GP. Photosensitized luminescence of singlet oxygen in solutions at 1588 nm. // Chemical Physics Letters, Volume: 76, Issue: 1, Pages: 85-87, doi: 10.1016/0009-2614(80)80609-9, Published: 1980.
- Dzhagarov, BM; Sagun, EI; Ganzha, VA; Gurinovich, GP. Mechanism of quenching of triplet-states of chlorophyll and related-compounds by molecular-oxygen. // Khimicheskaya Fizika, Volume: 6, Issue: 7, Pages: 919—928, Published: 1987.
- Dzhagarov, BM; Gurinovich, GP; Novichenkov, VE; Salokhiddinov, KI; Shul’ga, AM; Ganzha, VA. Photosensitized formation of singlet oxygen and quantum efficiency of intercombination conversion in porphyrins and metalloporphyrin molecules. // Khimicheskaya Fizika, Volume: 6, Issue: 8, Pages: 1069—1078, Published: 1987.
- Chirvony, VS; Galievsky, VA; Kruk, NN; Dzhagarov, BM; Turpin, P-Y. Photophysics of cationic 5,10,15,20-tetrakis-(4-N-methylpyridyl) porphyrin bound to DNA, {poly(dA-dT)}2 and {poly(dG-dC)}2: on a possible charge transfer process between guanine and porphyrin in its excited singlet state. // Journal of Photochemistry and Photobiology B: Biology, Volume: 40, Issue: 2, Pages: 154—162, doi: 10.1016/S1011-1344(97)00043-2, Published: 1997.
- Kruk, NN; Dzhagarov, BM; Galievsky, VA; Chirvony, VS; Turpin, P-Y. Photophysics of the cationic 5,10,15,20-tetrakis (4-N-methylpyridyl) porphyrin bound to DNA, {poly(dA-dT)}2 and {poly(dG-dC)}2: interaction with molecular oxygen studied by porphyrin triplet—triplet absorption and singlet oxygen luminescence. // Journal of Photochemistry and Photobiology B: Biology, Volume: 42, Issue: 3, Pages: 181—190, doi: 10.1016/S1011-1344(98)00068-2, Published: 1998.
- Isakau, HA; Parkhats, MV; Knyukshto, VN; Dzhagarov, BM; Petrov, EP; Petrov, PT. Toward understanding the high PDT efficacy of chlorin e6-polyvinylpyrrolidone formulations: Photophysical and molecular aspects of photosensitizer-polymer interaction in vitro. // Journal of Photochemistry and Photobiology B: Biology, Volume: 92, Issue: 3, Pages: 165—174, doi: 10.1016/j.jphotobiol.2008.06.004, Published: 2008.
- Lepeshkevich, SV; Biziuk, SA; Lemeza, AM; Dzhagarov, BM. The kinetics of molecular oxygen migration in the isolated α chains of human hemoglobin as revealed by molecular dynamics simulations and laser kinetic spectroscopy. // Biochimica et Biophysica Acta, Volume: 1814, Issue: 10, Pages: 1279—1288, doi: 10.1016/j.bbapap.2011.06.013, Published: 2011.
- Lepeshkevich, SV; Stasheuski, AS; Parkhats, MV; Galievsky, VA; Dzhagarov, BM. Does photodissociation of molecular oxygen from myoglobin and hemoglobin yield singlet oxygen? // Journal of Photochemistry and Photobiology B: Biology, Volume: 120, Pages: 130—141, doi: 10.1016/j.jphotobiol.2012.12.012, Published: 2013.
- Lepeshkevich, SV; Parkhats, MV; Stasheuski, AS; Britikov, VV; Jarnikova, ES; Usanov, SA; Dzhagarov, BM. Photosensitized singlet oxygen luminescence from the protein matrix of Zn-substituted myoglobin. // The Journal of Physical Chemistry A, Volume: 118, Issue: 10, Pages: 1864—1878, doi: 10.1021/jp501615h, Published: 2014.

## Награды
- Премия Ленинского Комсомола Белоруссии (1976)
- Медаль Франциска Скорины (2004)
- Почётные грамоты ВАК Беларуси (2007) и НАН Беларуси (2011).